# Осенца
Осенца (словен. Osenca) — поселення в общині Целє, Савинський регіон, Словенія. 
Висота над рівнем моря: 312 м.